# Mathilde Grooss Viddal

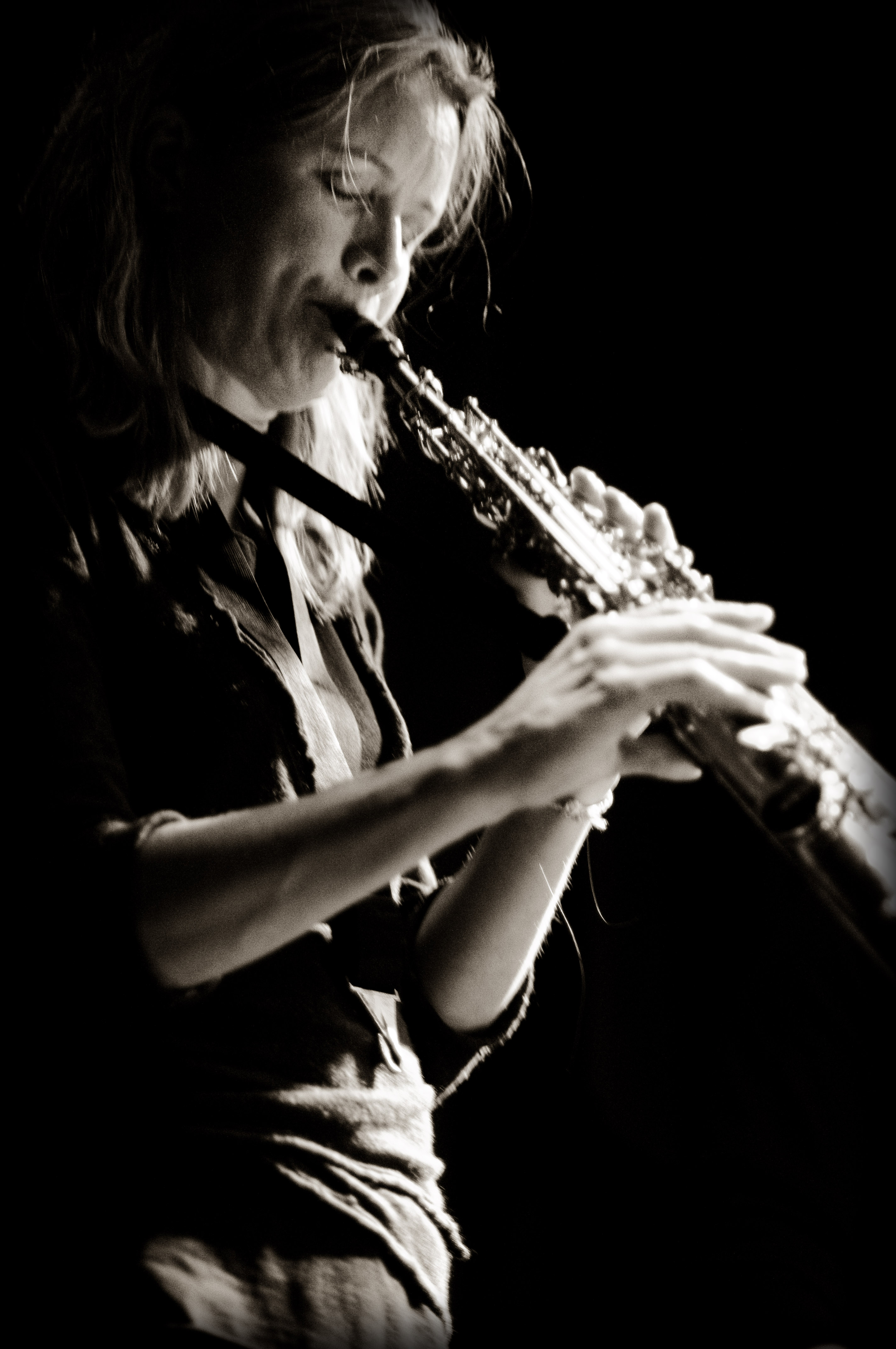
Mathilde Grooss Viddal (2009)

Mathilde Grooss Viddal (* 6. Mai 1969 in Oslo) ist eine norwegische Jazzmusikerin (Sopransaxophon, Bassklarinette, Komposition).

## Leben und Wirken
Grooss Viddal erhielt ihre musikalische Ausbildung an der Abteilung für Musikwissenschaft der Universität Oslo und am Musikkonservatorium in Agder. Außerdem besuchte sie die Ingenieurschule in Gjøvik, wo sie eine Ausbildung als Fernseh- und Hörfunkprogrammingenieurin absolvierte.
Von 1993 bis 1995 war Grooss Viddal als Musikerin in Mo i Rana tätig. Dann arbeitete sie als Programmingenieurin für Norsk rikskringkasting im Hörfunk und Fernsehen und für Norsk Filmstudio AS. Als Musikerin wirkte sie im Duo mit der Hornistin Trude Eick (November) und leitet seit 2004 ihr Friensemblet, mit dem sie auf den großen Festivals in Norwegen spielte und bisher sechs Alben vorlegte, die bei der Kritik Anklang fanden. Am internationalen Jazztag 2022 führte sie ihr Werk Breathe – the core of human existence mit einer Combo und dem Oslo 14 Vocal Ensemble auf. Weiterhin ist sie auf Alben mit ihrem Projekt Meditations & Prayers sowie dem Tobias Lindstad Collective zu hören.
Seit 1999 ist Groos Viddal zudem als Saxophon- und Klarinettenlehrerin an der Musik- und Kulturschule Bærum fest angestellt; sie unterrichtet außerdem Bassklarinette an der Universität Oslo.

## Diskographische Hinweise
- 2008: Lucky Loop: Big, Fat and Beautiful (Grappa Records)
- 2008: Eick/Viddal Duo: November Log (Giraffa Records)

mit FriEnsemblet
- 2006: Chateau Neuf Fri Ensemble: Holding Balance
- 2009: ComeCloser
- 2012: Undergroove
- 2014: El Aaiun - Across the Border
- 2017: Out of Silence (mit u. a. Naïssam Jalal)
- 2020: Notre Dame